# جورج بالمر (ملحن)
جورج بالمر (بالإنجليزية: George Palmer)‏ هو ملحن أسترالي، ولد في 20 يونيو 1947.

## وصلات خارجية
- جورج بالمر على موقع ميوزك برينز (الإنجليزية)